# Paviljoen (muziek)

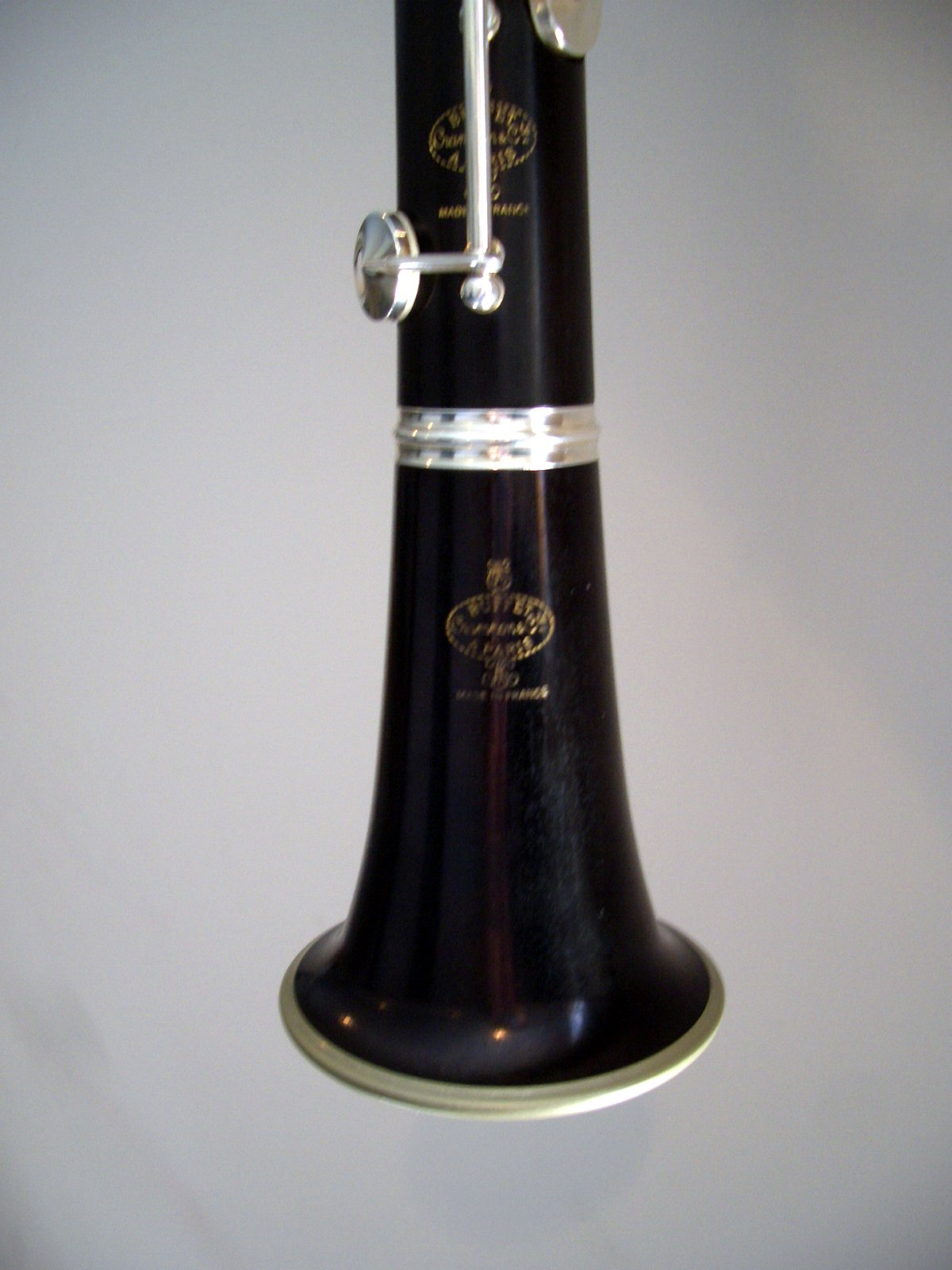
het paviljoen van een klarinet.

Het paviljoen (Engels: bell; Frans: pavillon) is een deel van sommige conisch gebouwde blaasinstrumenten, dat zich bevindt tussen de buis tot aan het einde van de beker.
Het paviljoen dijt doorgaans veel meer uit dan de conische buis zelf en vormt een soort klanktrechter. Het paviljoen heeft als doel de klank die uit het blassinstrument komt diffuus te verspreiden of te richten op de toehoorders. Doorgaans treft men geen boor- of klankgaten of kleppen meer aan op het paviljoen. Door bijvoorbeeld een mute of hand in het paviljoen te houden kan de klankkleur en toonhoogte iets beïnvloed worden. 
De term 'paviljoen' ziet men ook terugkomen in een andere benaming voor de oboe d'amore: pavillon d'amour.